# Insight Partners
Insight Venture Management, LLC (gemeinhin als Insight Partners und früher als Insight Venture Partners bezeichnet) ist eine international tätige Risikokapital- und Private-Equity-Firma, die in wachstumsstarke Technologie-, Software- und Internetunternehmen investiert. Das Unternehmen hat seinen Hauptsitz in New York City und unterhält Büros in London, Tel Aviv und Palo Alto. Insight verfügt über eines größten und einflussreichsten Netzwerke im Bereich Risikokapital. Die verwalteten Assets under management (AUM) lagen 2024 bei knapp 90 Milliarden US-Dollar.
Insight Partners wurde 1995 von Jeff Horing und Jerry Murdock gegründet. Im Februar 2022 gab das Unternehmen bekannt, dass es 20 Milliarden Dollar für seinen zwölften Flaggschiff-Fonds eingenommen hat, was mehr als eine Verdoppelung des Volumens seines vorherigen Flaggschiff-Fonds bedeutete. Bis 2023 hatte Insight Partners in über 750 Unternehmen investiert, davon gingen 55 an die Börse. Zu den Investments gehörte auch Twitter. 2024 schüttete Insight acht Milliarden an Gewinnen aus seinen Investitionen an seine Anleger aus, was ein Rekordjahr bedeutete.
Bei seinen Investments verlässt sich Insight Partners auf ein für Risikokapitalgeber einzigartiges Modell. Anstatt sich auf Partner und Investoren aus der Industrie selbst zu verlassen, werden Investitionsentscheidungen von einem Team an Analysten getroffen, welche direkt von Topuniversitäten rekrutiert werden. Der Auswahlprozess für diese Stellen ist extrem exklusiv. 2022 erhielt Insight rund 5.000 Bewerbungen für eine Praktikumsstelle (Praktikanten werden nach Ende ihres Studiums häufig eingestellt) und stellte davon lediglich 14 Kandidaten ein.